# Ropica biroi
Ropica biroi là một loài bọ cánh cứng trong họ Cerambycidae.